# Svartabborrtjärnarna, Västerbotten
Svartabborrtjärnarna är en sjö i Skellefteå kommun i Västerbotten och ingår i Byskeälvens huvudavrinningsområde.